# كاس بيرد
كاس بيرد (بالإنجليزية: Cass Bird)‏ هي مصورة وفنانة أمريكية، ولدت في 1974 في لوس أنجلوس في الولايات المتحدة.

## وصلات خارجية
- الموقع الرسمي